# Fujiwara no Mototoshi

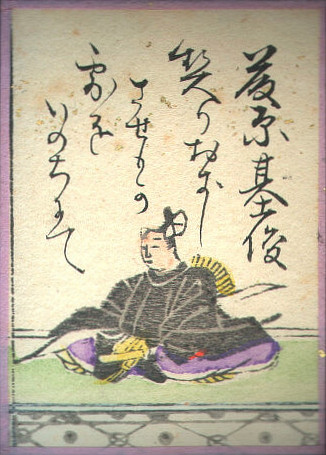
Fujiwara no Mototoshi

Fujiwara no Mototoshi (japanisch 藤原 基俊; geboren 1060; gestorben 13. Februar 1142) war ein japanischer Waka-Dichter.

## Leben und Wirken
Fujiwara no Mototoshi war Sohn des Ministers zur Rechten (Udaijin) Fujiwara no Toshiie (藤原 俊家; 1019–1082) und einer Tochter von Takashina no Nobutari. Der Urenkel von Fujiwara no Michinaga gilt neben Minamoto no Toshiyori als bedeutendster Waka-Dichter der Insei-Periode der Heian-Zeit. Obwohl er aus einer angesehenen Familie stammte, wurde er nur auf den fünfthöchsten Rang in der kaiserlichen Hierarchie befördert, vermutlich weil er zu stolz auf seine Gelehrsamkeit und hochmütig und in öffentlichen Angelegenheiten nicht sehr strebsam war. Er war ein strenger und gefürchteter Richter bei Dichterwettbewerben am kaiserlichen Hof und stand als Vertreter eines streng traditionellen Stils in Konkurrenz zu dem innovativ eingestellten Minamoto no Toshiyori. Gegen Ende seines Lebens wurde er 1138 buddhistischer Mönch.
Mototoshi war einer der Autoren der „Horikawa-in hyaku-shu“ (堀河院百首) – „Hundert Gedichte des Horikawaiin“, entstanden um 1105. Er war ein Gelehrter der Poesie und eine Art zweiter Man’yō-Dichter. 1138 wurde er Mönch und wurde unter dem buddhistischen Namen „Kakushun“ (覚舜) ordiniert. Wie aus seinen Notizen hervorgeht, wie z. B. "Am 2. Tag des 10. Monats des ersten Jahres von Gen'ei wurde im Haus des Innenministers Tadamichi ein Dichterwettstreit abgehalten", respektierte er die Form der alten Gedichte, vermied poetische Abarten und legte Wert auf die traditionelle Position. Damit stand er in scharfem Gegensatz zu Minamoto no Toshiyori (1055–1129), der einen neuen Stil der Dichtung anstrebte. Seine Waka-Gedichte finden sich der Sammlung „Horikawa-in hyaku-shu“, unter den Gedichten der „Dichter der Poetischen Gesellschaft Japans“ (歌合類, Uta-awase rui), in einer Anthologie von Gedichten seiner eigenen Sammlung (基俊集). Mehr als einhundert seiner Gedichte fanden Aufnahme in die kaiserlichen Anthologie „Kin’yō-wakashū“ – „Goldblatt-Sammlung“, weitere Gedichte finden sich in späteren Sammlungen.
Der Stil der Gedichte ist traditionell und spiegelt Mototoshis Poesietheorie wider. Aber es gibt auch Gedichte in einem neuen Stil unter dem Einfluss der Zeit, wie „Beim Warten auf den Mond in einer Sommernacht, mit den Händen klares Wasser zusammenbringen“, das vom Stil des epischen Gedichts beeinflusst wurde. Er stellte auch „Sumodate-shika“ (相撲立詩歌) – „Gedichte und Lieder zum Sumō“ und „Shin-sen rōei-shū“ (新撰朗詠集) – „Neue Auswahl von Gedichten“ zusammen. Man erinnert sich an ihn auch als Gedichtlehrer von Fujiwara no Toshinari (1114–1204).